# さいたま市私立幼稚園協会
一般社団法人さいたま市私立幼稚園協会（さいたまししりつようちえんきょうかい）は、埼玉県さいたま市浦和区上木崎四丁目に本部を置く一般社団法人。

## 概要
さいたま市内101園の私立幼稚園が加盟する一般社団法人である。園児数20000人、教職員数2000人による構成は、全国的にも有数の規模である。幼児教育の質の向上のために、教職員大会などの教育研究活動をはじめ、行政や議会との対応、教員養成学校との連携、学生の就職活動などを主な事業とする。全国の政令指定都市との関わりをもち、政令指定都市私立幼稚園団体協議会に加盟する。

## 本部所在地
- 埼玉県さいたま市浦和区上木崎4‒4‒10